# Młodnik
Młodnik (dodatkowa nazwa w j. niem. Süssenrode, dawna nazwa polska Syserod) – wieś w Polsce, położona w województwie opolskim, w powiecie opolskim, w gminie Murów.

## Historia
Kolonię założono w 1773 r. wraz z Radomierowicami i Święcinami. Nazwę miejscowości nadano na cześć naczelnego leśniczego Süßenbacha. Koloniści przybyli w większości z Hesji.
Do głosowania podczas plebiscytu uprawnionych było w Młodniku 221 osób, z czego 122, ok. 55,2%, stanowili mieszkańcy (w tym 115, ok. 52,0% całości, mieszkańcy urodzeni w miejscowości). Oddano 219 głosów (ok. 99,1% uprawnionych), w tym 219 (100%) ważnych; za Niemcami głosowało 219 osób (100%), a za Polską 0 osób (0,0%). 9 grudnia 1947 r. nadano miejscowości polską nazwę Młodnik.

## Demografia
| Rok                | 1933 | 1939 | 2007 | 2009 | 2012 |
| Liczba mieszkańców | 239  | 231  | 81   | 84   | 85   |

(Źródła:.)